# Lupus vulgaris
Lupus vulgaris ou Tuberculose luposa é a forma mais comum de tuberculose cutânea e afeta normalmente pessoas que tiveram contato prévio com o Mycobacterium tuberculosis. Constitui-se de lesões dolorosas na pele com aparência nodular, mais frequentemente na face em torno do nariz, pálpebra, lábios, bochechas e ouvidos.:335 As lesões podem resultar em úlceras cutâneas desfigurantes quando não tratadas.
No século XIX, a natureza crônica e progressiva desta doença foi particularmente marcante: ela permanecia ativa por décadas e se mostrava resistente a todo tratamento até a descoberta por Niels Ryberg Finsen de um tratamento a base de "radiação luminosa concentrada", que lhe rendeu um prêmio Nobel. O tratamento hoje é conhecido como fotobiomodulação.